# Dieter Pützhofen

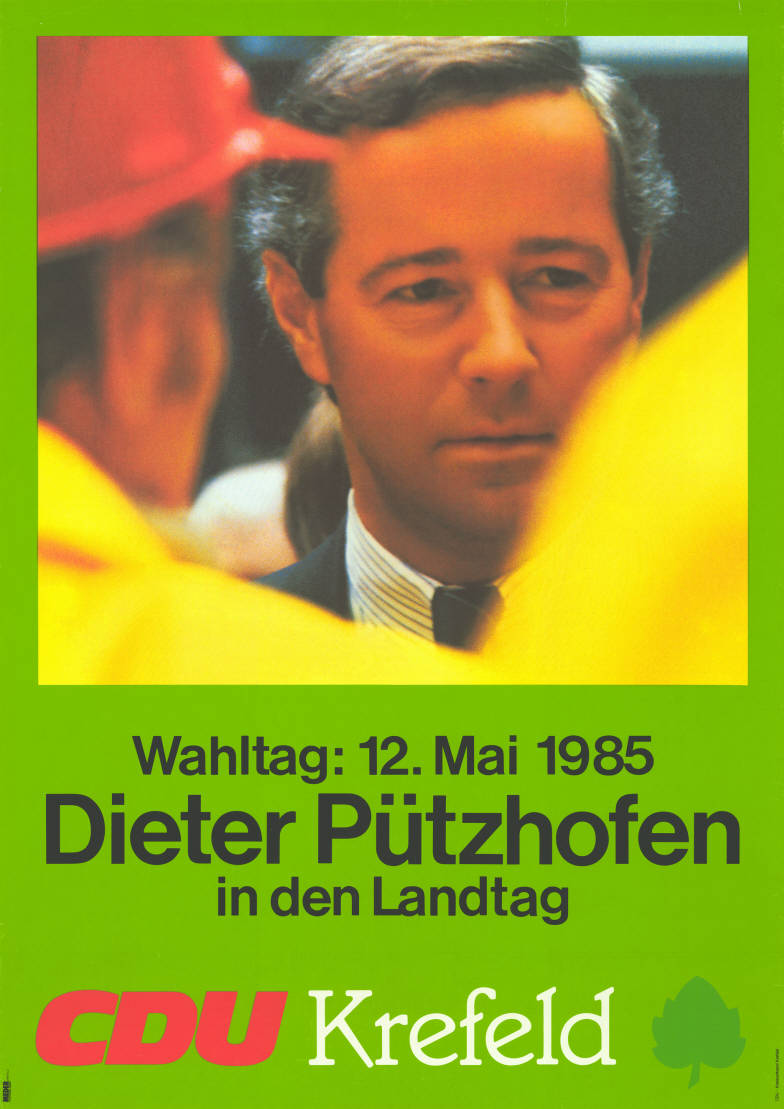
Kandidatenplakat zur Landtagswahl in Nordrhein-Westfalen 1985

Dieter Pützhofen (* 14. Mai 1942 in Krefeld) ist ein deutscher Politiker (CDU). Von 1981 bis 1989 sowie von 1994 bis 2004 war er Oberbürgermeister der Stadt Krefeld, zwischen 1990 und 1999 zudem Mitglied des Deutschen Bundestages.

## Leben
Nach einer Lehre, Abendgymnasium und pädagogischer Hochschule war er Lehrer, Konrektor, Rektor und Schulrat, später Schulamtsdirektor beim Regierungspräsidenten Düsseldorf. Pützhofen ist verheiratet und hat zwei Kinder.

## Politik
Pützhofen wurde 1962 Mitglied der Jungen Union und 1969 der CDU. Im Jahre 1975 war er Stadtrat in Krefeld. 1981 wurde er erstmals zum Oberbürgermeister seiner Heimatstadt Krefeld gewählt. Im Jahr 1989 wurde er von Willi Wahl abgelöst, der bis 1994 Oberbürgermeister von Krefeld war. Bei der Kommunalwahl 1994 wurde Pützhofen erneut an die Spitze der Stadt gewählt, an welcher es bis 2004 stand.
Nach der deutlichen Wahlniederlage der CDU in der Landtagswahl 1985, in der auch Pützhofen als Landtagskandidat durchgefallen war, übernahm er den Vorsitz der CDU Rheinland. Bald galt er als der neue Hoffnungsträger seiner Partei in Nordrhein-Westfalen und wurde in der Presse als der Kennedy vom Niederrhein  bezeichnet. Seine Popularität begann allerdings wieder nach einem Auftritt in der ZDF-Talkshow Was nun, …? im Januar 1986 zu sinken, nachdem er sich in der Diskussion seinem Kontrahenten, dem Grünen-Politiker Joschka Fischer, nicht gewachsen zeigte. Zwei Monate später konnte sich Pützhofen bei der Vereinigung der CDU-Landesverbände Rheinland und Westfalen-Lippe im Kampf um den Vorsitz des neuen Landesverbandes Nordrhein-Westfalen nicht gegenüber Kurt Biedenkopf durchsetzen. Ihm verblieb das Amt des Ersten Stellvertretenden Landesvorsitzenden. In der Folge kam es zwischen Pützhofen und Biedenkopf zu einem heftigen parteiinternen Machtkampf, so dass sich die Bundespartei zum Eingreifen veranlasst sah. Laut dem Nachrichtenmagazin Der Spiegel warf der Generalsekretär der Bundes-CDU Heiner Geißler Pützhofen vor, einen sinnlosen, parteischädigenden Streit zu führen. Schließlich mussten sich 1987 sowohl Pützhofen als auch sein Konkurrent Biedenkopf aus der nordrhein-westfälischen Landespolitik zurückziehen.
Pützhofen war von 1990 bis 1999 Mitglied des Bundestages. 1990 und 1994 gewann er das Direktmandat im Wahlkreis Krefeld und 1998 zog er über die Landesliste der CDU in den Bundestag ein.

## Ehrungen und Auszeichnungen

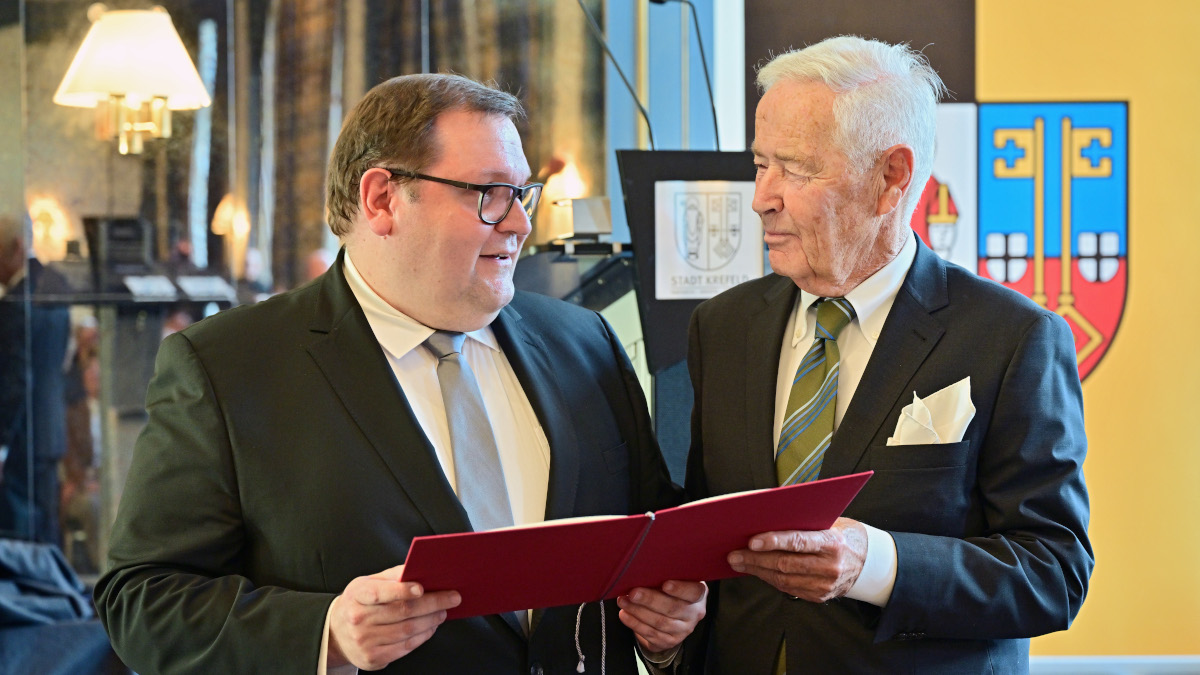
Frank Meyer überreicht Dieter Pützhofen die Ehrenbürgerschaft der Stadt Krefeld

- Verdienstkreuz am Bande des Verdienstordens der Bundesrepublik Deutschland (1983)
- Ritterschlag zum Ritter vom Heiligen Grab zu Jerusalem (Oktober 1991)
- Verdienstkreuz 1. Klasse des Verdienstordens der Bundesrepublik Deutschland (28. August 2000)
- Ehrenbürger von Krefeld (März 2023)[7]